# Sunny Day Real Estate
Sunny Day Real Estate var ett alternativt rockband som bildades 1992 i Seattle, Washington, ursprungligen under namnet Empty Set. Bandet bidrog bland annat till skapa en större publik för genren emo, som idag är en etablerad musikstil.
Bandet bestod ursprungligen av gitarristen och sångaren Dan Hoerner, basisten Nate Mendel och trummisen William Goldsmith. Snart tillkom sångaren Jeremy Enigk. Bandet upplöstes 1995 men återförenades två år senare, dock utan Mendel som nu spelade med Foo Fighters. Bandet lades återigen ner 2001, men återförenades 2009. Bandet splittrades åter 2013.

## Diskografi
Studioalbum
- 1994 – Diary
- 1998 – How It Feels to Be Something On
- 1999 – Sunny Day Real Estate
- 2000 – The Rising Tide

Livealbum
- 1999 – Live

EP
- 1994 – In Circles

Singlar
- 1993 – "Flatland Spider"
- 1993 – "Thief Steal Me A Peach"
- 1994 – "Seven"
- 1994 – "Friday"
- 1998 – "How It Feels To Be Something On" / "Bucket Of Chicken"
- 1998 – "Pillars"
- 2000 – "One"

Demo
- 1992 – Empty Set Demo Tape
- 1992 – Chewbacca Kaboom Demo Tape
- 1993 – Diary Demos
- 1995 – LP2 Demos